# CSB 8005
Tàu Cảnh sát biển 8005 (CSB 8005) thuộc biên chế của Cảnh sát biển Việt Nam là tàu vận tải, tuần tra đa năng sử dụng cho nhiệm vụ tuần tra bảo vệ chủ quyền biển, đảo, thực thi pháp luật trên các vùng biển và thềm lục địa Việt Nam; phục vụ công tác tìm kiếm cứu nạn trên vùng biển Việt Nam và quốc tế cũng như nhiệm vụ cứu hộ, cứu nạn trên biển. Tàu còn có chức năng chuyển quân, chi viện hậu cần cho các lực lượng hoạt động trên biển đảo, thực hiện các nhiệm vụ khác được giao.
Tàu dài 90 m, rộng 14 m, độ cao mạn tàu 7 m, lượng dãn nước nước 2.400 tấn, tốc độ 21 hải lý/h, có thể hoạt động liên tục trên biển 40 ngày đêm, tầm hoạt động 4.000 hải lý, chịu được sóng cấp 9, gió cấp 12. Trên tàu có sân đỗ cho máy bay trực thăng, cùng nhiều trang thiết bị hiện đại.
Đây là con tàu thứ 2 trong loạt Tàu đa năng ĐN-2000 do Tổng công ty Sông Thu đóng mới có thiết kế tiên tiến, hiện đại, đáp ứng đầy đủ các tiêu chuẩn quốc tế theo Nghị quyết 72 của Quốc hội Việt Nam.